# SY Близнецов
SY Близнецов (лат. SY Geminorum) — возможно новая, двойная катаклизмическая переменная звезда (N:)' в созвездии Близнецов на расстоянии (вычисленном из значения параллакса) приблизительно 2000 световых лет (около 600 парсек) от Солнца. Видимая звёздная величина звезды — от менее +13m до +9,2m. Вспышка новой произошла в 1856' или 1866 году.

## Характеристики
Первый компонент — аккрецирующий белый карлик.

## История наблюдений
Звезда наблюдалась 2 раза в ходе Боннского обозрения: 16 февраля 1957 и 22 января 1858, блеск составлял 9,3m и 9,2m соответственно. Позже наблюдалась 18 апреля 1904 года Шроетрером(Schroeter) и 24 декабря 1906 Сигурдом Эйнбу, блеск был оценён в 9,5m. В остальное время блеск звезды был слабее 10-12 звёздной величины, а согласно Паренаго(1933), слабее 14 звёздной величины. Подобные изменения блеска нехарактерны для новых звёзд.
Предпринимались неоднократные попытки идентифицировать объект. Сложность состоит в том, что координаты Боннского обозрения имеют низкую точность, а участок неба в заданных координатах богат звёздами. В 1987 году было выделено 2 кандидата, однако исследования показали, что их спектры не похожи на спектры новых звёзд. Мунари считает, что, либо кандидаты неверно выбраны, либо объект является карликовой новой с внезапными вспышками, в спектре которой доминирует более холодная звезда-компаньон, либо же объект является переменной звездой другого типа.